# Deporte en Portugal

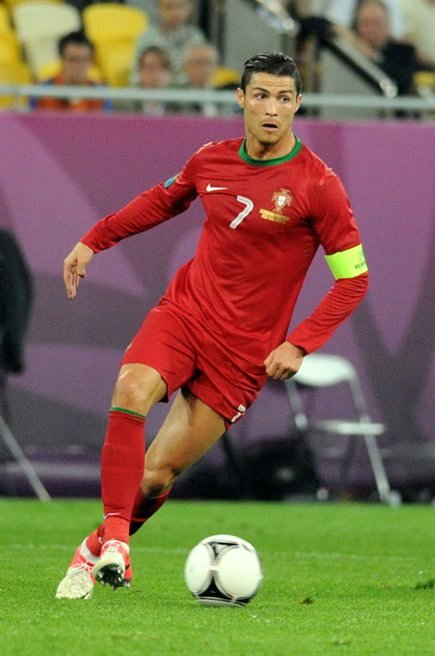
Cristiano Ronaldo es el máximo goleador en la historia de la selección de fútbol de Portugal.

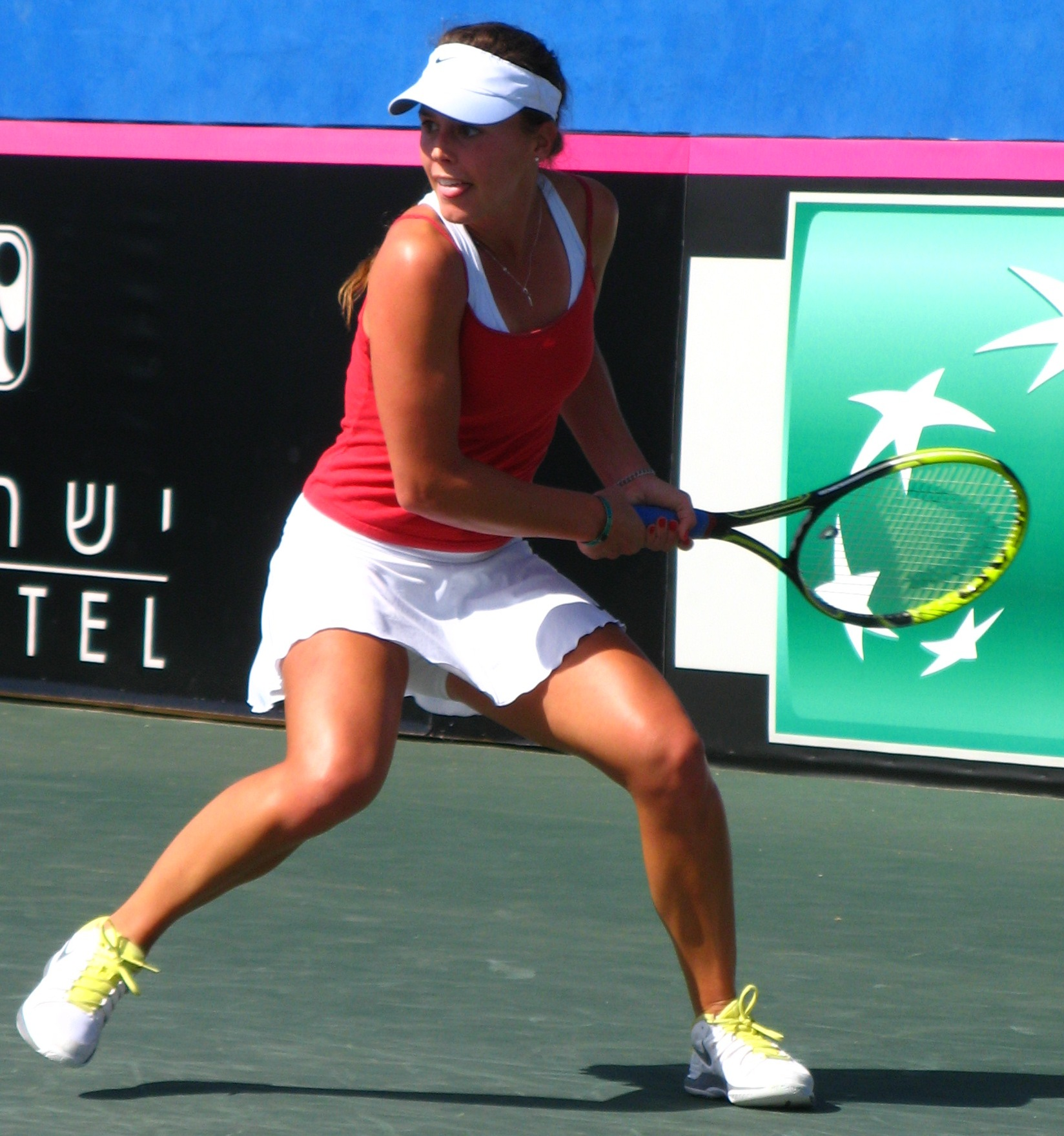
Michelle Larcher de Brito en un partido de la Fed Cup para la selección de Portugal

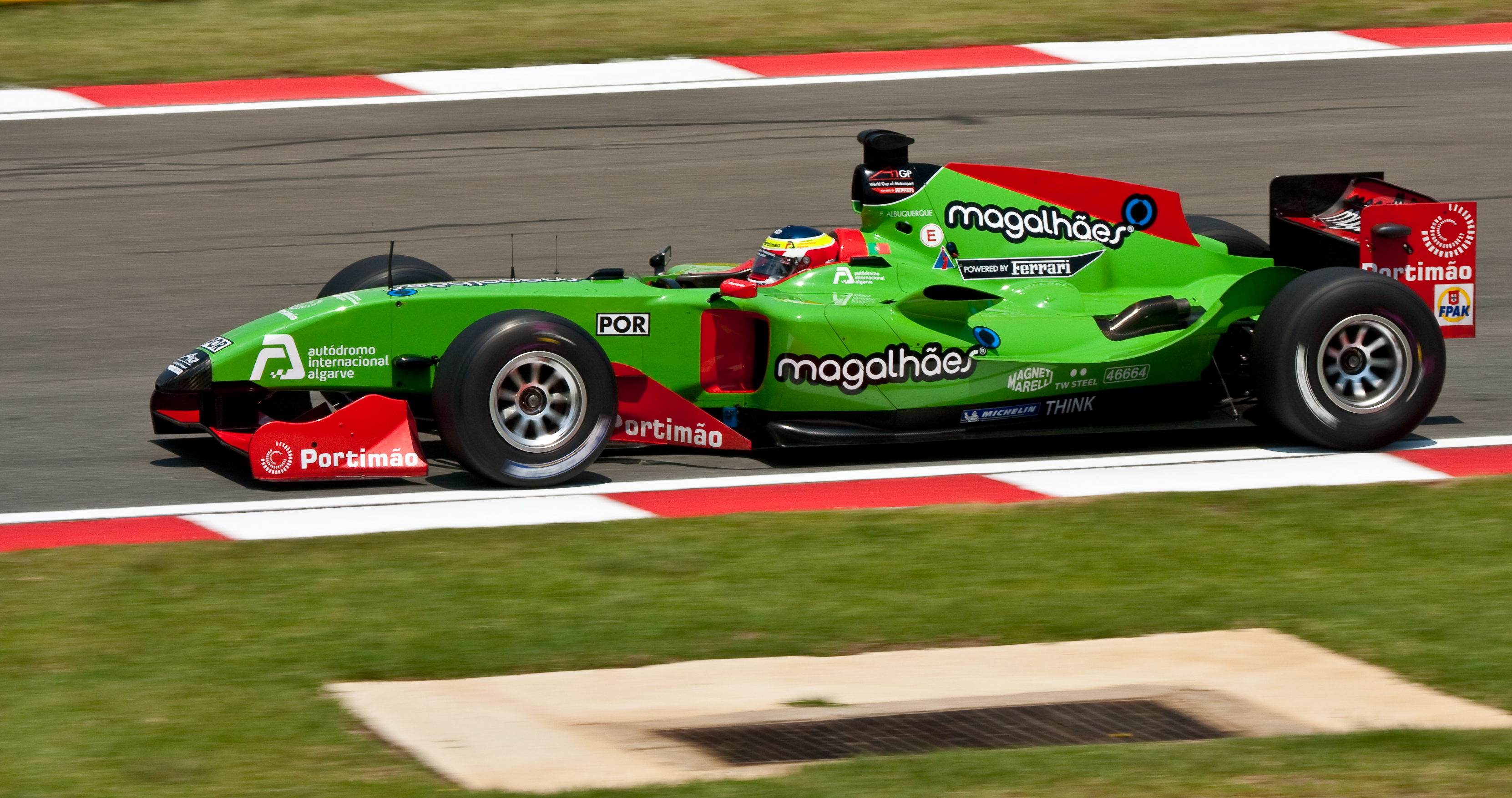
Filipe Albuquerque representó a Portugal en el A1 Grand Prix.

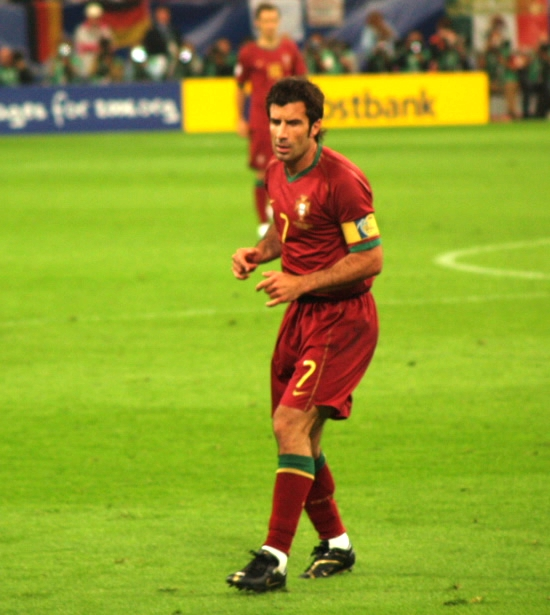
Luís Figo, exfutbolista profesional

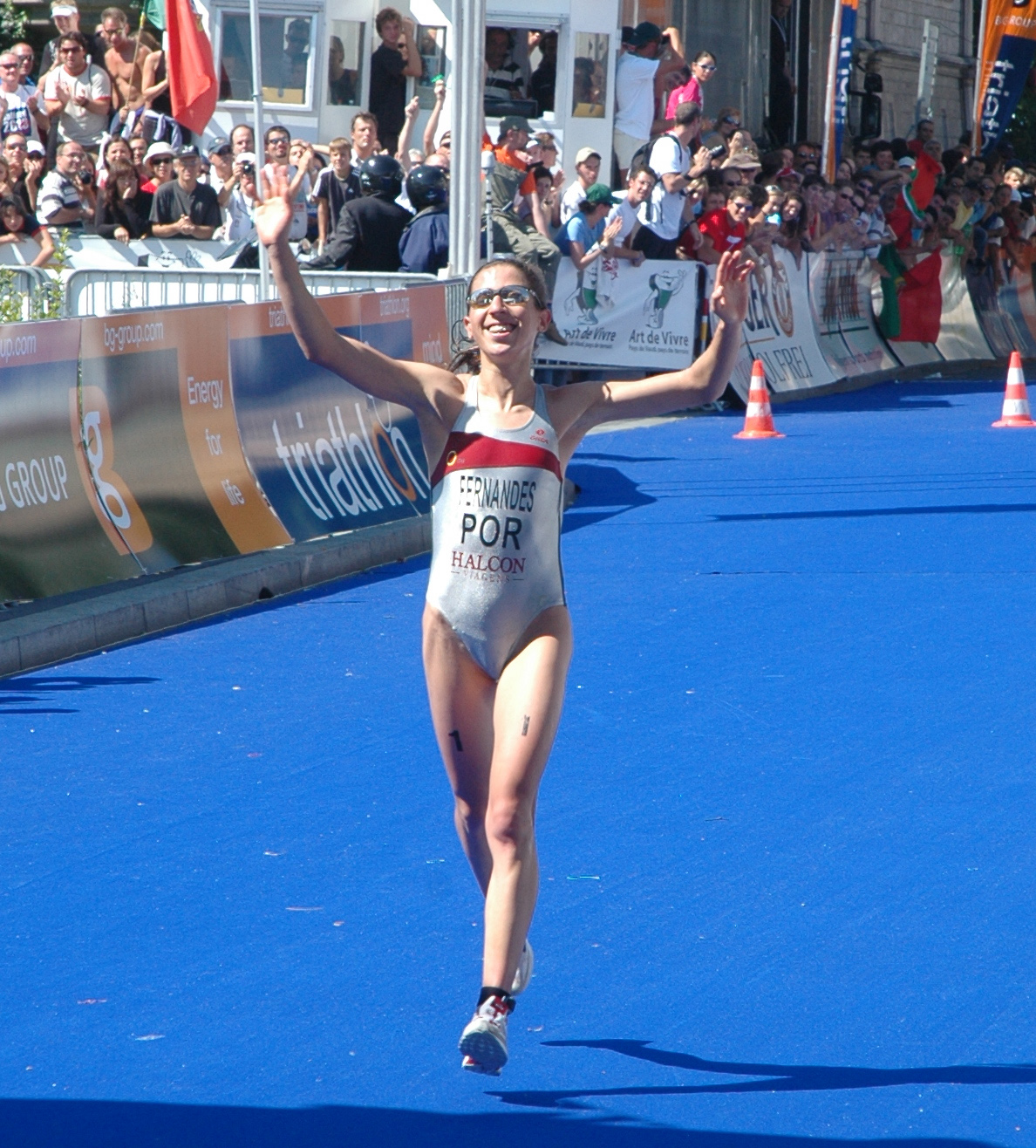
Vanessa Fernandes, campeona mundial de triatlón

Los deportes son muy importantes en la cultura de Portugal. El fútbol es el deporte más popular en Portugal. Aparte de fútbol, muchas otras competiciones deportivas profesionales o semi-profesionales tienen lugar cada temporada en Portugal, incluyendo baloncesto, natación, atletismo, tenis, gimnasia, fútbol sala, hockey, balonmano, voleibol, surf, piragüismo y campeonatos de rugby entre los cientos de deportes que se practican en el país

El solo quiere a la ámiguita 

## Atletismo
Portugal ha sido tradicionalmente fuerte en el deporte del atletismo en marcha de larga distancia, y es el lugar de nacimiento de varios atletas exitosos como Rosa Mota, Carlos Lopes, Ribeiro Fernanda y Manuela Machado. Rui Silva y el velocista Francis Obikwelu han ganado varias medallas de oro, plata y bronce en Europa, del Mundo y competiciones de los Juegos Olímpicos. Naide Gomes es múltiple campeona mundial y europea en pentatlón femenino y los eventos de salto de longitud y Nelson Évora es campeón mundial y olímpico en triple salto. En el triatlón, Vanessa Fernandes ha ganado un gran número de medallas y competiciones importantes de todo el mundo, incluyendo la medalla de plata en los Juegos Olímpicos de Pekín 2008.
El país cuenta con una sólida reputación en la carrera a campo traviesa: es sede de dos de las principales reuniones anuales del mundo (la flor de la almendra de Cross Country y Oeiras Country International Cross), ha sido sede del IAAF World Championships Cross Country dos veces, y Carlos Lopes y Albertina Dias son ambos excampeones del mundo del deporte.

## Piragüismo
Portugal se convirtió en los últimos años uno de los países más exitosos en este deporte, ganando muchas medallas a nivel europeo y mundial. Los mejores atletas como Joana Vasconcelos, Rodrigues Helena, Beatriz Gomes, João Ribeiro, Silva y Emanuel Pimenta Fernando. Estos dos atletas ganaron la medalla de plata en los Juegos Olímpicos de 2012 en Londres, en K2 Hombres 1000 m.

## Ciclismo
El ciclismo, con la Vuelta a Portugal siendo la carrera más importante, es también un evento deportivo popular y cuentan con equipos profesionales de ciclismo como el Sporting Clube de Portugal, SL Benfica, Boavista, el [Banco BIC-Carmim]], y União Ciclista da Maia. Tomó nota de los ciclistas portugueses incluyen, entre otros, nombres como Joaquim Agostinho, Chagas Marco, José Azevedo, Sergio Paulinho, Rui Costa y Tiago Machado.

## Fútbol
El fútbol es el deporte más popular en Portugal, y el país ha producido una increíble cantidad de futbolistas con talento que llegó a ser conocido en todo el mundo. Jugadores como Cristiano Ronaldo, Luís Figo, Nani, Rui Costa, Deco, Simão, Quaresma Ricardo, Fernando Couto, Paulo Sousa, Vítor Baía, Paulo Futre, Rui Barros, Pauleta y el máximo goleador de la 1966 FIFA World Cup delantero Eusébio con nueve goles, son algunos de los futbolistas portugueses más conocidos. Portugueses entrenadores de fútbol son también notables, con José Mourinho, André Villas Boas, Carlos Queiroz, José Peseiro, José Manuel, Fernando Santos y Jorge Arturo, entre los más renombrados.
El equipo de fútbol nacional de Portugal es uno de los equipos de mayor calificación nacional de fútbol en Europa y en el mundo a pesar de no ganar ninguna competición realmente importantes, y la Liga Portuguesa de Fútbol Profesional del club campeonato es uno de los eventos deportivos más conocidos del país, donde tal clubes de fútbol como el Sport Lisboa e Benfica, Sporting Clube de Portugal, y Futebol Clube do Porto son contendientes principales.
Los equipos portugueses de fútbol han obtenido buenos resultados en la Liga de Campeones de la UEFA y la UEFA Europa League, llegando regularmente las últimas etapas de los concursos y ganando un número de trofeos. Portugal tiene un gran número de estadios de fútbol superior. Hay 3 estadios UEFA 5 estrellas en Portugal junto con muchos otros estadios con las más modernas instalaciones que se distribuyen por todo el país.

## Fútbol sala
La liga portuguesa de fútbol sala se divide en divisiones. Los mejores equipos juegan en la Divisão 1a. En cada división, un equipo juega todos los otros equipos dos veces, una vez en casa y fuera una vez, y 1a Divisão la fase final se jugará bajo el sistema de playoffs.
Los equipos de la liga portuguesa competir en Europa con la UEFA, sobre todo en la Copa de la UEFA de Fútbol Sala. Los equipos también compiten en una competición de copa nacional cada año, llamada la Copa de Portugal. Los ganadores de la Divisão 1a jugar a los ganadores de la Copa de Portugal en la Supercopa portuguesa.

## Artes marciales
Artes marciales como el judo también han traído muchas medallas a este país, a saber Telma Monteiro quien conquistó dos veces oro en el Campeonato Europeo en la categoría -52 kg, y Nuno Delgado quien conquistó la medalla de bronce en los Juegos Olímpicos de 2000 en Sídney, y se convirtió en el campeón de Europa en 1999 (en Bratislava) y subcampeón en el año de 2003.
El país cuenta con un antiguo arte marcial conocido como Jogo do Pau (Esgrima Portugués Stick), que se utiliza para su propia protección y para los duelos entre los hombres jóvenes en las disputas sobre las mujeres jóvenes. Tiene su origen en la Edad Media, Jogo do Pau utiliza bastones de madera como arma de combate.
En esgrima, Joaquim Videira ganó la medalla de plata en los Campeonatos del Mundo de 2006 de espada de esgrima y ha conquistado numerosas medallas en la copa del mundo.

## Deporte motor
Los autódromos de Estoril y Algarve y el callejero de Boavista han sido sede de competiciones internacionales de automovilismo y motociclismo de velocidad, incluyendo el Gran Premio de Portugal de Fórmula 1, el Gran Premio de Portugal de Motociclismo, el Campeonato Mundial de Superbikes, el Campeonato Mundial de Turismos, la Superstars Series, el Campeonato FIA GT y la Le Mans Series.
Los pilotos de automovilismo de velocidad más destacados en Portugal han sido Pedro Lamy, Tiago Monteiro, Filipe Albuquerque, João Barbosa Álvaro Parente, quienes han triunfado en gran turismos y turismos. Lamy logró además un punto en la Fórmula 1.
Portugal tiene una larga tradición en los rallyes, con competiciones tales como el Rally de Portugal, el Rally de Azores y el Rally de Madeira, que han sido puntuables para el Campeonato Mundial de Rally y el Campeonato Europeo de Rally. A nivel internacional han destacado los pilotos Rui Madeira, Armindo Araújo y Bruno Magalhães.
En cuanto a rally raid, la ciudad de Lisboa ha sido el sitio de partida del Rally Dakar de 2006 y 2007. Su pilotos más destacados han sido Carlos Sousa en automóviles, y Hélder Rodrigues y Ruben Faria en motocicletas.

## Hockey sobre patines
Portugal tiene un equipo de hockey sobre patines con éxito, con 15 títulos mundiales y 20 títulos europeos, convirtiéndose en el país con el mayor número de victorias en ambas competiciones. Los más exitosos clubes portugueses de hockey en la historia de los campeonatos europeos son FC Porto, Sporting Clube de Portugal, S. L. Benfica, y Óquei de Barcelos.

## Rugby
La selección de rugby de Portugal se clasificó para la Copa Mundial de Rugby 2007, convirtiéndose en el primer equipo totalmente aficionado en clasificarse para la Copa del Mundo en la era profesional del deporte[cita requerida]. La selección de rugby 7 de Portugal ha obtenido buenos resultados, llegando a ser uno de los equipos más fuertes de Europa, y demostró su condición de campeón de Europa en varias ocasiones. La selección de menores de 20 años denominada Portugal M20 participó en dos oportunidades del Trofeo Mundial (Mundial B), en el 2013 clasificó a través de un certamen europeo y en el 2015 por organizar el evento.

## Tenis de mesa
Portugal tiene uno de los mejores equipos de tenis de mesa del mundo. El equipo está compuesto por Marcos Freitas, Tiago Apolonia y João Pedro Monteiro. Portugal alcanzó los cuartos de final en los Juegos Olímpicos de 2012 en Londres, venciendo en la primera ronda a Gran Bretaña y perdiendo los cuartos de final contra Corea del Sur, 2-3.

## Juegos Olímpicos
Siendo la decimotercera nación en unirse al Movimiento Olímpico, en 1909, compitió por primera vez en los Juegos Olímpicos de verano en 1912, en Estocolmo. Ha participado ininterrumpidamente desde entonces, acumulando un total de 21 presencias (18 más asiduos, a partir de 2004), de la que se ha acumulado 22 medallas olímpicas, dividida en 4 oros, 7 platas y 11 bronces .
Los Juegos Olímpicos de Invierno vio la primera participación de Portugal en 1952, en Oslo. Sin embargo, posee un clima mediterráneo y carecer de tradición de deportes de invierno, lo que explica las escasas y pobres participaciones de Portugal en los Juegos de Invierno.